# NGC 2875
NGC 2875 est une région active, probablement une pouponière d'étoiles où une région HII, située dans la galaxie NGC 2874. Cette région a été découverte par l'astronome irlandais Lawrence Parsons en 1874.